# Багажна карусель

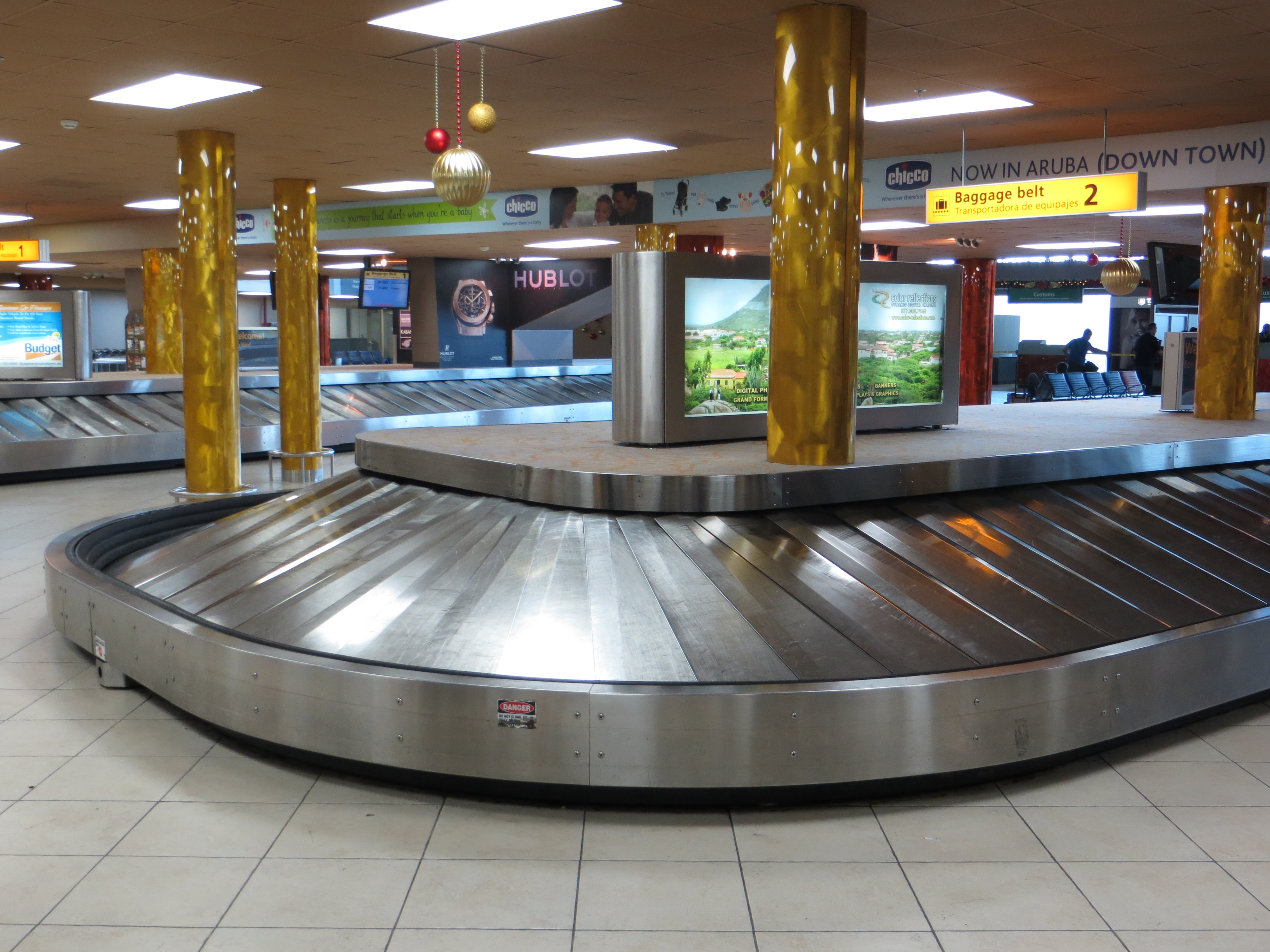
Багажна карусель в аеропорті на Арубі.

Бага́жна карусе́ль — пристрій, який зазвичай встановлений у залах прибуття в аеропортах, призначений для доставки багажу пасажирам.
Багажна карусель важливою частиною інфраструктури сучасного аеропорту. Цей пристрій є круговим стрічковим конвеєром, який складається зі стрічки, що може згинатися і повертати, натяжного і приводного барабанів і опорних роликів, по яким безперервно і протягом необмеженого часу рухається стрічка. Багаж пасажирів викладається на стрічку в технічні зоні, а в залі прибуття пасажири забирають свій багаж. Багаж рухається по конвеєру циклічно, і може проїхати на багажній каруселі не один цикл, поки його заберуть. Невеликі регіональні аеропорти найчастіше не обладнані багажною каруселлю. У таких аеропортах багаж просто виставляється на підлогу в зоні отримання багажу або видається через спеціальне віконце.
Багаж на конвеєр поміщають працівники спеціальної служби, які перебувають поза полем зору пасажирів, у вантажній зоні. Далі, через невеликий отвір у стіні, багаж потрапляє у зону отримання багажу. Відкрита частина каруселі найчастіше має подовжену овальну форму, що дає доступ до неї більшій кількості пасажирів. Незабраний багаж по стрічці повертається у вантажну зону, де карусель довантажується багажем і так далі — процес є кругообігом. Багажна карусель має регулятор швидкості, що прискорює або уповільнює стрічку з багажем залежно від кількості багажу на ній.
Багажні каруселі бувають однорівневі та багаторівневі.

## Винятки
Багаж, не призначений для багажної каруселі:
- Лижі
- Велосипеди (за винятком складених у коробку або спеціальну сумку, у розібраному стані)
- Ключки для гольфу
- Дошки для серфінгу
- Інвалідні візки
- Дитячі візки
- Дитячі автокрісла

Ці предмети зазвичай передаються пасажирам у спеціальних секціях видачі багажу або просто виставляються на підлогу працівниками аеропорту в спеціальній зоні.